# میلی ماتیس
میلی ماتیس (فرانسوی: Milly Mathis‎; زاده ۸ سپتامبر ۱۹۰۱ – درگذشته ۳۰ مارس ۱۹۶۵) هنرپیشه اهل فرانسه بود.
از فیلم‌ها یا برنامه‌های تلویزیونی که وی در آن نقش داشته‌است می‌توان به سزار، خرمن، و سه ملوان اشاره کرد.